# Asterosismologia
Asterossismologia (ou astrossismologia, ou sismologia estelar) é a parte da astronomia que estuda a estrutura interna de estrelas pulsantes pela interpretação de seus espectros de frequências. Diferentes modos de oscilação penetram em diferentes profundidades dentro da estrela. Essas oscilações fornecem informações sobre, os de outra forma, insondáveis interiores das estrelas de modo similar a como os sismologistas estudam o interior da Terra e de outros planetas sólidos através do uso de oscilações sísmicas.

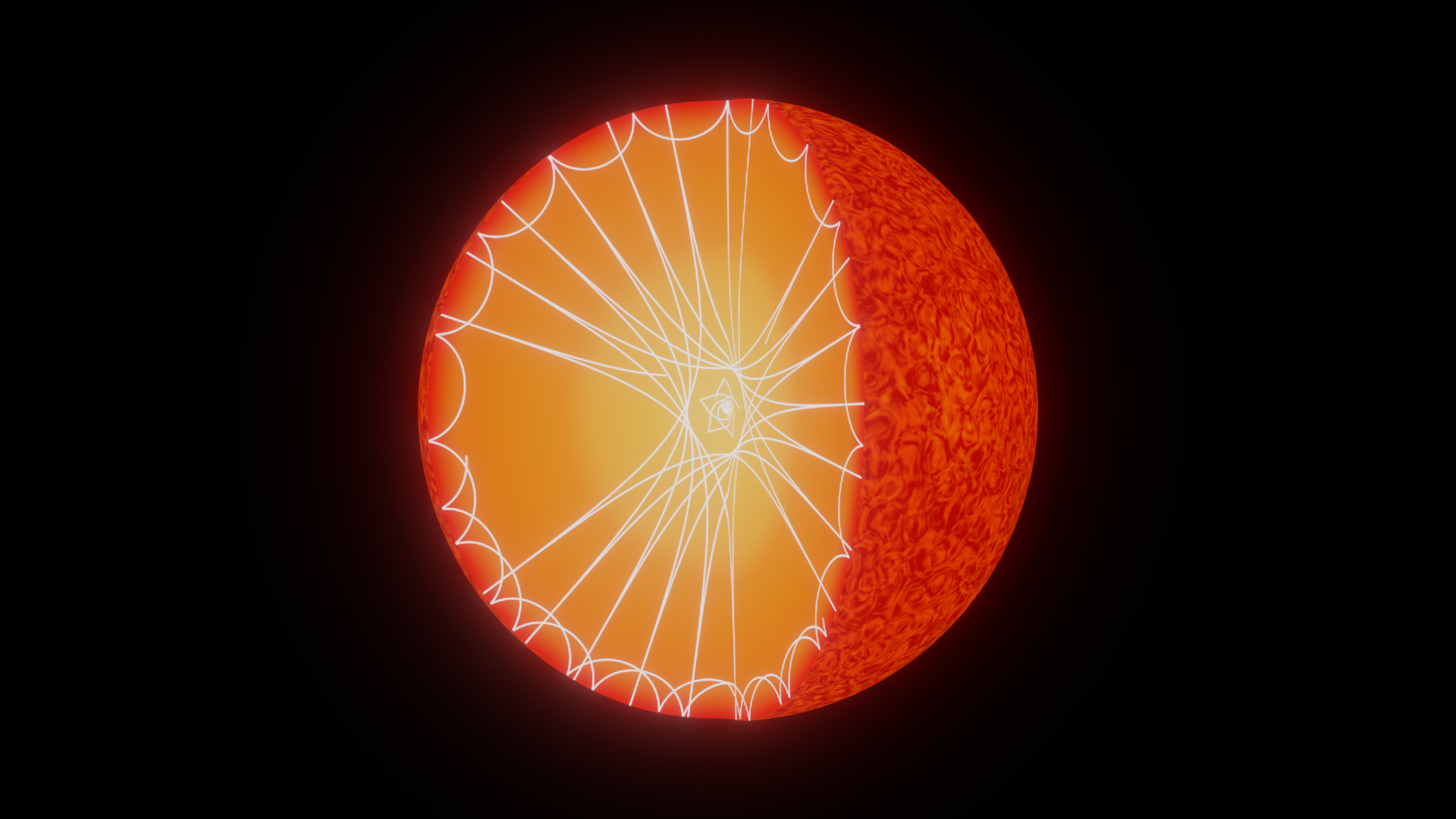
Imagem artística de ondas, de diferentes frequências, a propagarem-se nas camadas interiores de uma estrela gigante vermelha. As ondas sonoras (ou de pressão) passam a maior parte do seu tempo na camada mais exterior da estrela e são detetáveis à superfície. As ondas de gravidade atravessam a zona radiativa e contêm informação acerca do núcleo. Nas gigantes vermelhas, estes dois tipos de onda estão acoplados e as ondas resultantes transmitem informação de todas as camadas, revelando informação preciosa acerca das camadas mais interiores.

As oscilações estudadas pelos asterossismologistas são causadas pela energia térmica convertida em energia cinética de pulsação. Este processo é similar ao que se passa com qualquer máquina térmica, na qual calor é absorvido na fase de alta temperatura de oscilação e emitido quando a temperatura é baixa. O mecanismo principal para estrelas é a conversão líquida da energia de radiação em energia de pulsação nas camadas mais superficiais de algumas classes de estrelas. As oscilações resultantes são normalmente estudas sob a hipótese de que elas têm pequenas amplitudes, e que a estrela está isolada e é esfericamente simétrica. Em estrelas binárias, a maré estelar pode também ter uma influência significante nas oscilações da estrela.
Heliosismologia é um campo correlato, cujo estudo está focado no Sol.
A asterossismologia fornece a ferramenta para encontrar a estrutura interna das estrelas. As frequências de pulsação dão a informação sobre o perfil de densidade da região onde as ondas se originam e viajam. O espectro da a informação sobre seus constituintes químicos. Ambos podem ser usados para dar informações sobre a estrutura interna.
Ondas podem ser divididas em três tipos diferentes:
- Modos acústicos ou de pressão (p), causados pelas flutuações da pressão dentro da estrela; sua dinâmica é determinada pela velocidade local do som.
- Modos (g) ou ondas de gravidade, são causadas pela buoyancy,
- Modos de gravidade da superfície (f), como ondas de oceano sobre a superfície da estrela.

Dentro de uma estrela do tipo solar, tal como Alpha Centauri os modos-p são dominantes, já que os modos-g estão essencialmente confinados na região central pela zona de convecção. Contudo, modos-g têm sido observado em estrelas anãs brancas pulsantes.